# Pfeffingen
Pfeffingen är en ort och kommun i distriktet Arlesheim i kantonen Basel-Landschaft, Schweiz. Kommunen har 2 387 invånare (2023).